# Santissimo Sudario all'Argentina
Santissimo Sudario all'Argentina, chamada também de Santissimo Sudario dei Piemontesi ou Santissimo Sudario di Nostro Signore Gesù Cristo, é uma igreja de Roma, Itália, localizada na via del Sudario, no rione Sant'Eustachio e a igreja subsidiária das ordens militares da Itália. No passado, era a igreja nacional do Reino da Sardenha e atualmente é a igreja regional do Piemonte e da Sardenha. A igreja abriga uma cópia do Santo Sudário de Turim.

## História
Originalmente dedicada a São Luís, foi reconstruída em 1605 pela Arquiconfraternidade dos Savoiardos e Piemonteses, fundada em Roma no final de 1537 com o título de "Sacra Sidone" ("Santo Sudário") e promovida a arquiconfraternidade em 1592 pelo papa Clemente VIII.
A igreja foi restaurada em 1678 por Carlo Rainaldi. Durante a República Romana, entre 1798 e 1799, ela foi desconsagrada e utilizada como arsenal. Em 1856, foi reconsagrada e, em 1870, tornou-se uma espécie de capela privada para a Casa de Saboia.

## Galeria

Imagens da igreja
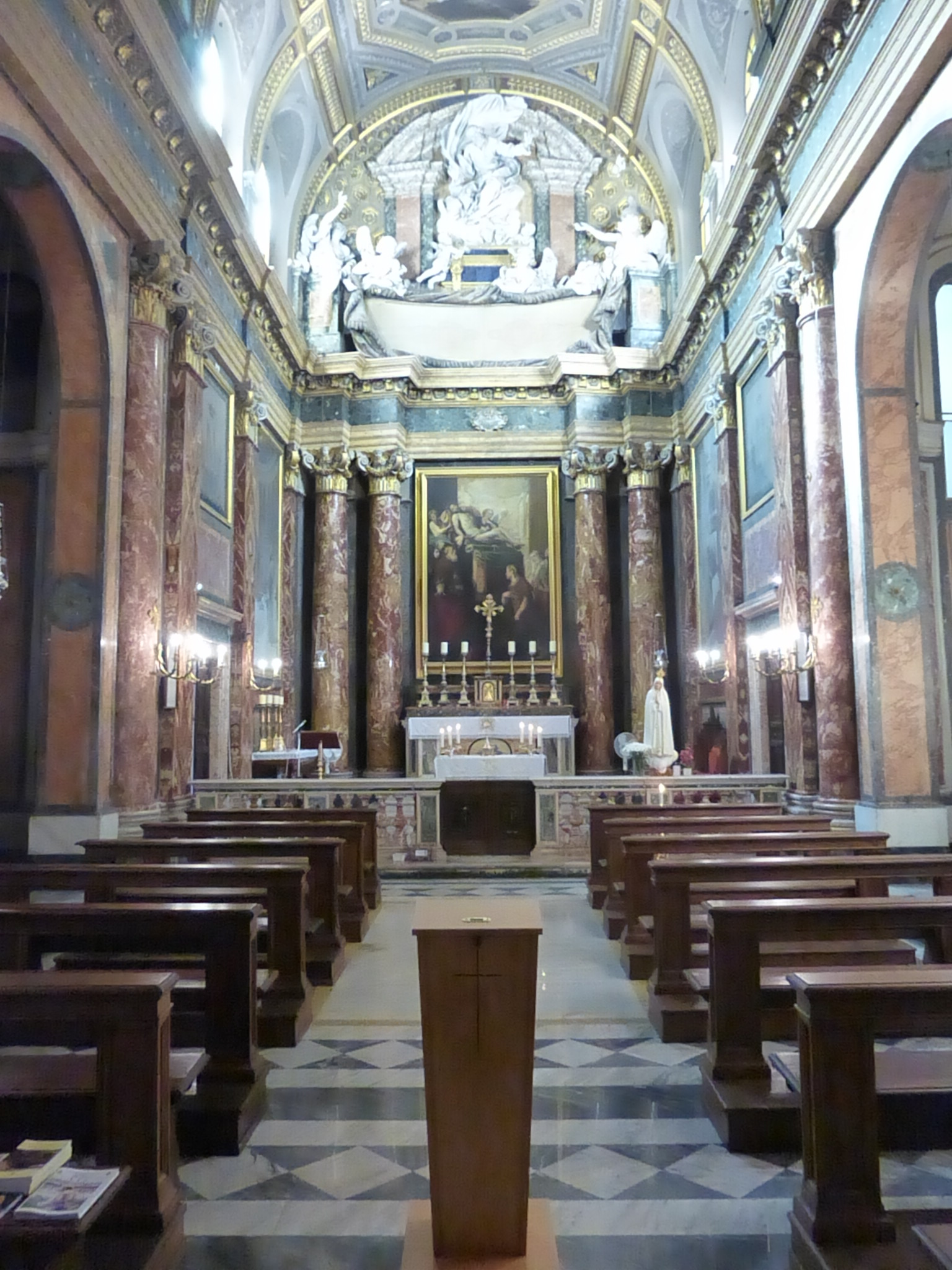
Vista do interior.
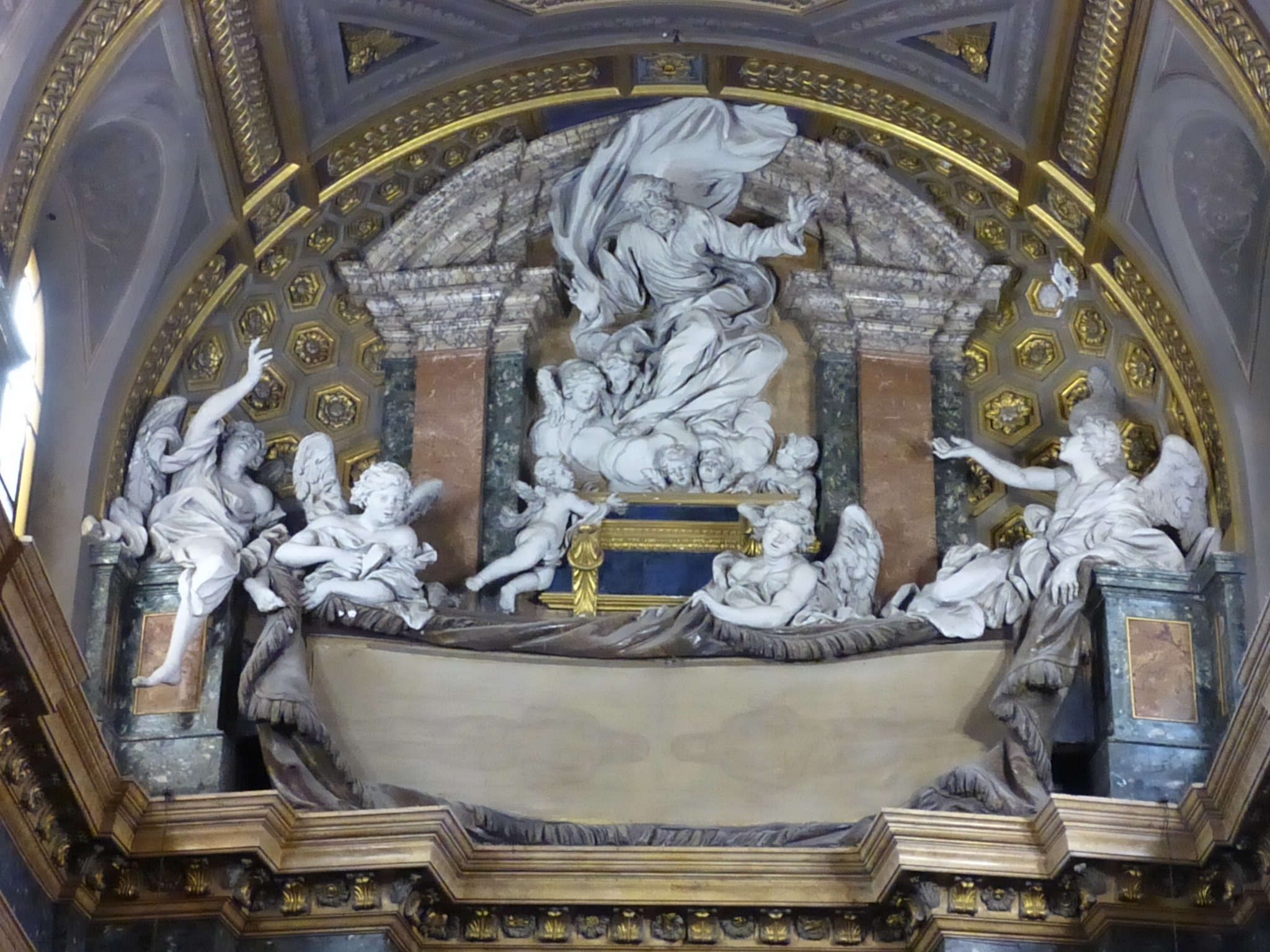
Detalhe do altar-mor.